# Zell (Zurich)
Pour les articles homonymes, voir Zell.
Zell est une commune suisse du canton de Zurich.

Vue aérienne (1957).

## Monuments et curiosités
- La première église de Zell qui renferme la tombe d'un ermite remonterait environ à l'an 700. L'ensemble actuel qui compose l'église paroissiale réformée consiste en une église à une nef de style gothique tardif de la fin du XVe siècle et qui englobe tous les édifices qui l'ont précédé. Le clocher situé au-dessus du chœur contient des peintures murales de valeur datant du milieu du XIVe siècle[3].